# Tasman Cargo Airlines
Tasman Cargo Airlines ist eine australische Frachtfluggesellschaft mit Sitz in Sydney und Basis auf dem Kingsford Smith International Airport. Sie führt für DHL Aviation Frachtflüge durch.

## Geschichte
Tasman Cargo Airlines wurde 1994 als Asian Express Airlines gegründet und 2008 auf den heutigen Namen umbenannt.

## Flotte
Mit Stand April 2025 besteht die Flotte der Tasman Cargo Airlines aus drei Flugzeug mit einem Alter von 14,6 Jahren:
| Flugzeugtyp     | Anzahl | bestellt | Anmerkungen                                           | Durchschnittsalter |
| --------------- | ------ | -------- | ----------------------------------------------------- | ------------------ |
| Boeing 767-300F | 3      |          | mit Winglets ausgestattet; betrieben für DHL Aviation | 14,6 Jahre         |
| Gesamt          | 3      | -        |                                                       | 14,6 Jahre         |

### Ehemalige Flugzeugtypen
In der Vergangenheit wurde auch eine Boeing 757-200PF betrieben.